# María Nela Prada
María Nela Prada Tejada (Santa Cruz de la Sierra, Bolivia; 24 de enero de 1981) es una diplomática y política boliviana que actualmente es ministra de la Presidencia de Bolivia desde el 9 de noviembre de 2020 durante el gobierno del presidente Luis Arce Catacora.

## Biografía
María Nela Prada nació en la ciudad de Santa Cruz de la Sierra el 24 de enero de 1981. Comenzó sus estudios escolares en 1986, saliendo bachiller del colegio católico UBOLDI de su ciudad, el año 1998. Creció en una familia vinculada a la política boliviana, pues su padre fue el reconocido político cruceño Ramón Prada Vacadiez, quien estuvo vinculado estrechamente en el partido Acción Democrática Nacionalista (ADN) y quien llegó a ser prefecto (gobernador) del Departamento de Santa Cruz entre 1997 y 1999. Su madre es la ex diputada del Movimiento al Socialismo (MAS-IPSP) Betty Tejada, quien también llegó a ser la Presidenta de la Cámara de Diputados de Bolivia durante 2014.
Prada es licenciada en Relaciones internacionales y fue Directora de Gabinete del Ministerio de Economía y Finanzas Públicas durante la gestión de Luis Arce como Ministro en el Gobierno de Evo Morales.

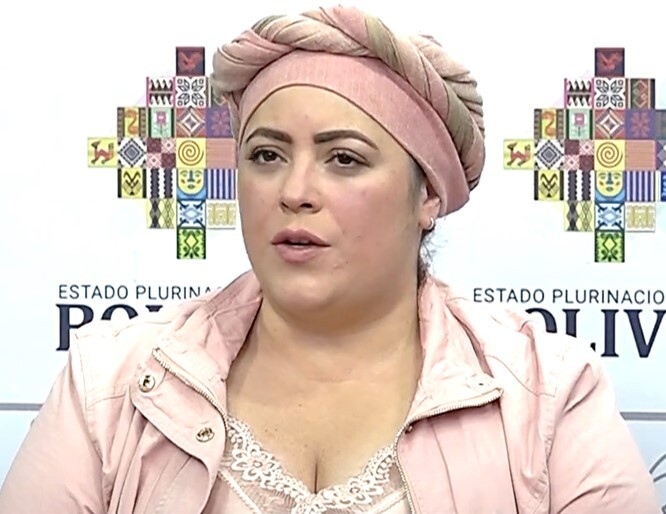
María Nela Prada en mayo de 2023 a sus 42 años.

Su padre formaba parte de la familia Prada Banzer, ligada al expresidente de Bolivia Hugo Banzer Suárez, quien gobernó Bolivia de forma dictatorial entre 1971 y 1978; y de forma constitucional entre 1997 y 2001.

### Ministra de Estado
El 9 de noviembre de 2020, el Presidente de Bolivia Luis Arce Catacora posesionó a María Nela Prada en el cargo de Ministra de la Presidencia.